# Earl of Leven

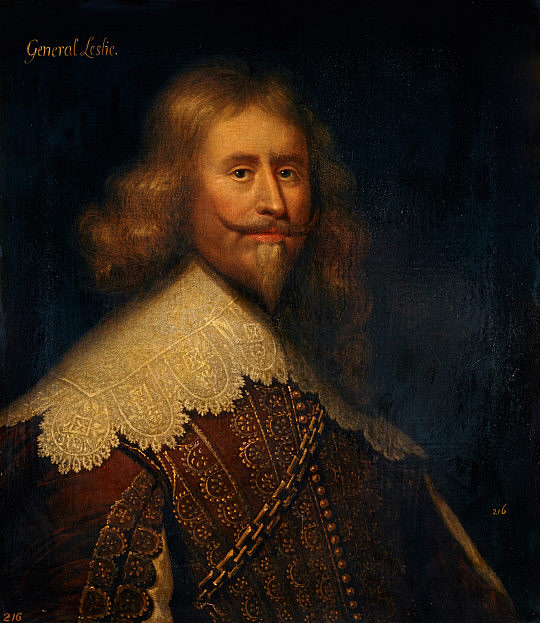
Alexander Leslie, 1. Earl of Leven

Wappen der Earls of Leven and Melville

Earl of Leven ist ein erblicher britischer Adelstitel in der Peerage of Scotland. Er ist nach der Stadt Leven in Fife, Schottland benannt.
Familiensitz der Earls ist Glenferness House bei Nairn in Highland.

## Verleihung, nachgeordnete und weitere Titel
Der Titel wurde am 11. Oktober 1641 an den Militär Sir Alexander Leslie verliehen. Zusammen mit dem Earldom wurde ihm der nachgeordnete Titel Lord Balgonie verliehen. Die Titel sind in Ermangelung männlicher Nachkommen auch in weiblicher Linie erblich.
Nach dem Tod seiner Urenkelin, der 4. Countess, 1676 ruhten die Titel, da Uneinigkeit bestand, ob John Leslie, 1. Duke of Rothes, oder David Melville, der nächstberechtigte Erbe sei. Der Streit wurde 1681 entschieden, als der Duke starb und David Melville die Titel als 5. Earl of Leven annahm. David Melville, nahm später den Nachnamen Leslie an erbte 1707 auch den Titel 2. Earl of Melville mit den nachgeordneten Titeln 2. Viscount of Kirkcaldy, 2. Lord Raith, Monymaill and Balwearie und 5. Lord Melville. Die Earldoms Leven und Melville sind seither vereinigt.
Der älteste Sohn des jeweiligen Earls führt als Heir apparent den Höflichkeitstitel Lord Balgonie.

## Liste der Earls of Leven (1641)
- Alexander Leslie, 1. Earl of Leven (um 1580–1661)
- Alexander Leslie, 2. Earl of Leven (um 1637–1664)
- Margaret Leslie, 3. Countess of Leven († 1674)
- Catherine Leslie, 4. Countess of Leven (1663–1676)
- David Melville, 5. Earl of Leven, 2. Earl of Melville (1660–1728)
- David Leslie, 6. Earl of Leven, 3. Earl of Melville (1717–1729)
- Alexander Leslie, 7. Earl of Leven, 4. Earl of Melville († 1754)
- David Leslie, 8. Earl of Leven, 5. Earl of Melville (1722–1802)
- Alexander Leslie-Melville, 9. Earl of Leven, 6. Earl of Melville (1749–1820)
- David Leslie-Melville, 10. Earl of Leven, 7. Earl of Melville (1785–1860)
- John Leslie-Melville, 11. Earl of Leven, 8. Earl of Melville (1786–1876)
- Alexander Leslie-Melville, 12. Earl of Leven, 9. Earl of Melville (1817–1889)
- Ronald Leslie-Melville, 13. Earl of Leven, 10. Earl of Melville (1835–1906)
- John Melville, 14. Earl of Leven, 11. Earl of Melville (1886–1913)
- Archibald Leslie-Melville, 15. Earl of Leven, 12. Earl of Melville (1890–1947)
- Alexander Leslie-Melville, 16. Earl of Leven, 13. Earl of Melville (1924–2012)
- Alexander Leslie-Melville, 17. Earl of Leven, 14. Earl of Melville (* 1984)

Mutmaßlicher Titelerbe (Heir Presumptive) ist der Onkel des aktuellen Titelinhabers Hon. Archibald Ronald Leslie-Melville (* 1957).